# Pét Nat
Als Pét Nat oder Pétillant Naturel wird ein Perlwein bezeichnet, dem im Gegensatz zum üblichen Verfahren keine Kohlensäure von außen zugesetzt wird, sondern der durch sein selbst produziertes Kohlendioxid schäumt. Die französische Bezeichnung Pétillant Naturel bedeutet natürlich prickelnd.

## Herstellung
Bei der Gärung von Most zu Wein verarbeiten die Hefen den im Most gelösten  Zucker zu Alkohol und CO2. Im Normalfall entweicht das Kohlendioxid durch die gasdurchlässigen Gärbehälter. Beim Pét Nat wird der nur halbfertig vergorene Most mitsamt der Hefe auf die Flasche gefüllt und gasdicht verschlossen. Die Gärung verläuft in der Flasche weiter und die Hefen produzieren weiterhin Alkohol und CO2 aus dem Zucker im Most. Da das Kohlendioxid nicht mehr aus der Flasche entweichen kann, setzt es sich im Wein ab und bleibt als Kohlensäure darin gelöst.
Als Pét Nat werden demnach schäumende Weine bezeichnet, deren Perlage, die Kohlensäurebläschen, das Ergebnis einer Flaschengärung nach der Méthode Rurale (auch Méthode Ancestral) ist. Er ist meistens trüb, kann aber auch klar sein, ist trocken, kann aber auch in seltenen Fällen eine Restsüße aufweisen. 
Da es in Deutschland keine Definition durch das Weingesetz gibt und auch die Art und Weise der Produktion bislang nicht geregelt ist, kann also ebenso ein leicht moussierender Perlwein wie ein kräftiger sprudelnder schäumender Wein entstanden sein. Diese Art der handwerklichen und traditionellen Weinbereitung führt dazu, dass es durchaus Abweichungen von Flasche zu Flasche geben kann. Unfiltriert entsteht ein perlender Wein in seiner ursprünglichen Form, der weinrechtlich nicht als Schaumwein bezeichnet werden darf, und obwohl fast immer sehr trocken, darf auf dem Etikett dies nicht angegeben werden.